# Kevin Kabran
Kevin Kabran (Stockholm, 22 november 1993) is een Zweedse voetballer die als aanvaller speelt.

## Loopbaan
Hij verliet, samen met Joel Qwiberg, Vasalunds IF om voor een jaar om te gaan voetballen bij FC Den Bosch. Dat een samenwerkingsverband met de Zweden heeft. Kabran maakte zijn debuut op 10 augustus 2014 in een competitiewedstrijd tegen Sparta Rotterdam (2-1 verlies). In de 66e minuut werd hij vervangen door Jordy Thomassen. Het verblijf van beide Zweden werd geen succes. Kabran en Qviberg waren voornamelijk geblesseerd en verlieten de club alweer voor dat het seizoen ten einde was. Qviberg zelfs al begin oktober 2014. Hierna keerde hij terug bij Vaselunds. In 2017 speelde hij voor IF Brommapojkarna waarmee hij de Superettan won. In 2018 kwam hij uit voor het Noorse IK Start. Vanaf april 2019 ging Kabran op huurbasis voor IF Elfsborg spelen. In januari 2021 ging hij naar Viking FK.